# 宇都宮ブレックス
宇都宮ブレックス（Utsunomiya Brex）は、栃木県宇都宮市に本拠を置くジャパン・プロフェッショナル・バスケットボールリーグ（B.LEAGUE）のチーム。B1リーグ、東地区に所属。
運営法人は株式会社栃木ブレックス。2007年に栃木ブレックスとして創設され、2008年から2019年まではリンク栃木ブレックスと称していた。2024-25シーズン終了時点で、B.LEAGUE最多優勝クラブである。

## 概要
2004年12月に活動を開始（後述）。2006-07シーズンよりJBLに参戦し、NBLを経てB.LEAGUEに参戦している。運営会社は株式会社栃木ブレックス（2015-16シーズンまでは株式会社リンクスポーツエンターテインメント）。ホームタウンを栃木県宇都宮市、マザータウンを栃木県鹿沼市としている。
チーム名の「ブレックス」(BREX) は、 "BREAK THROUGH"（現状を打破する）という言葉の発音から作った造語。既成概念を打破し、スポーツ界、バスケ界、そして栃木に風穴をあけたい！という思いを込めている。また、REXという言葉は、ラテン語で王者を意味しており、Basketball の REX = B-REX = バスケットボールの頂点を目指す、という意思を込めている。
チームカラーは、栃木県の姉妹提携州である米国インディアナ州のNBAチーム「インディアナ・ペイサーズ」のチームカラーを踏襲。ペイサーズに敬意を表し、NBAのプレーやエンターテイメントを手本としたい、という思いを込めている。
チームの理念は「強く愛されるモチベーションあふれるチーム」。チーム初年度は、JBL2で優勝。2年目はJBLに昇格し、チーム創設3年目にして当初の目標であった日本一を達成した。いついかなる時も「強く愛されるモチベーションあふれるチーム」であり続けることとしており、頑固たるチームを作り、毎シーズン最善を尽くして、頂点を目指している。また、ゲームを観戦しに来た人はもとより、チームや選手と触れ合ったすべての人達に「何か」を感じてもらいたい、「何か」を与えることができるチームであることも理念としている。「何か」とはエネルギーのようなもので、例えば「自分もこうなりたい」といったような意思やモチベーションであったり、「自分にもできるんだ」という希望や自信といったもの。このような「何か」に気づくきっかけを、多くの人達に提供し続けている。

### ユニフォームスポンサー（2024-25シーズン）
- サプライヤー：アンダーアーマー
- 前面：マニー（左肩）、栃木銀行（中央）
- 背面：ニチガス（背番号上部）、タマポリ（選手名下部）
- パンツ：中村土建（右前腰部）、オーエンス（右前太もも上）、ニチレキ（右前太もも中央）、ナカニシ（右前太もも下）、アルメックステクノロジーズ（左前上）、吉野石膏（左前中央）、ソーシャルテック（左前下、「チャップアップ」名義）、フカイ（右後ろ上）、ハガフーズ（右後ろ下）、宇都宮市（左後ろ上、「住めば愉快だ宇都宮」（ホーム）、「観れば愉快だ宇都宮」（アウェイ）名義）、あるふぁくらぶ（左後ろ下）

### 歴代ユニフォーム
| HOME      | HOME      | HOME      | HOME      | HOME      |
| --------- | --------- | --------- | --------- | --------- |
| 2016 - 18 | 2018 - 20 | 2020 - 22 | 2022 - 24 | 2024 - 25 |
|           |           |           |           |           |

| AWAY      | AWAY      | AWAY      | AWAY      | AWAY      |
| --------- | --------- | --------- | --------- | --------- |
| 2016 - 18 | 2018 - 20 | 2020 - 22 | 2022 - 24 | 2024 - 25 |
|           |           |           |           |           |

| Other         | Other         | Other         | Other         | Other         |
| ------------- | ------------- | ------------- | ------------- | ------------- |
| 2017 - 18 3rd | 2018 - 20 3rd | 2020 - 21 3rd | 2022 - 23 3rd | 2023 - 24 3rd |
| 2024 - 25 3rd |               |               |               |               |
|               |               |               |               |               |

### ホームアリーナ
ホームアリーナは宇都宮市体育館（ブレックスアリーナ宇都宮）。ホームゲームは宇都宮以外の栃木県内各地でも数試合行う。過去には群馬県・福島県でも開催していた。
宇都宮市が推進する「施設愛称によるプロスポーツ応援事業」の一環として、ホームアリーナである宇都宮市体育館を2009年5月より2013年3月まで愛称を「ブレックスアリーナ宇都宮」としている。これは施設命名権とは異なり、市が無償で命名しているものであり、公共施設にチーム名が愛称として使用されるのは日本初である。同じく宇都宮市をホームとする日本プロサッカーリーグ（Jリーグ）に加盟する栃木SCが練習場に使用し、自転車チームの宇都宮ブリッツェンも協議に入っている。なお、2013-14シーズンはブレックスアリーナが大規模改修工事に入るため開幕戦2試合のみとなった。
| 地区                               | アリーナ                                      | 収容人数                           | 年度  | 年度  | 年度  | 年度  | 年度  | 年度  | 年度  | 年度  |
| 地区                               | アリーナ                                      | 収容人数                           | 08-09 | 09-10 | 10-11 | 11-12 | 12-13 | 13-14 | 14-15 | 15-16 |
| 宇都宮市                           | 宇都宮市体育館 （ブレックスアリーナ宇都宮）   | 2,900人                            | 6     | 8     | 4     | 10    | 12    | 2     | 15    | 11    |
| 宇都宮市                           | 宇都宮市清原体育館                            | 1,950人                            | 1     | 2     | 2     | -     | -     | 8     | -     |       |
| 県央                               | 鹿沼総合体育館 （フォレストアリーナ）         | 2,260人                            | 5     | 4     | 4     | 6     | 6     | 6     | 8     | 4     |
| 県北                               | 栃木県立県北体育館                            | 2,054人                            | 1     | 1     | 2     | 1     | -     | 4     | 2     | 2     |
| 県南                               | 栃木県立県南体育館                            | 2,020人                            | 4     | 2     | 2     | 4     | 2     | 6     | 2     | 2     |
| 県南                               | 足利市民体育館                                | 1,310人                            | 1     | 1     | 1     | -     | -     | 2     | -     |       |
| 群馬県                             | 群馬県総合スポーツセンター （ぐんまアリーナ） | 人                                 | 1     | 1     | 1     | 1     | -     | -     | -     |       |
| 福島県                             | 福島県営あづま総合体育館                      | 人                                 | -     | -     | 2     | 1     | -     | -     | -     |       |
| 福島県                             | 須賀川アリーナ                                | 人                                 | -     | 1     | -     | -     | -     | -     | -     |       |
| レギュラーシーズン・ホーム試合数計 | レギュラーシーズン・ホーム試合数計            | レギュラーシーズン・ホーム試合数計 | 18    | 20    | 16    | 20    | 20    | 28    | 27    | 28    |

| 年度    | 参加クラス | レギュラーシーズンの ホームゲーム数 | ブレックス アリーナ | その他            | ポストシーズン             |
| 2016-17 | B1         | 30                                  | 24                  | 鹿沼3 県南1 県北2 | ブレックス アリーナ5       |
| 2017-18 | B1         | 30                                  | 24                  | 鹿沼2 県南2 県北2 |                            |
| 2018-19 | B1         | 30                                  | 28                  | 県南2             | ブレックス アリーナ2       |
| 2019-20 | B1         | 18(30)                              | 16(28)              | 県北2             |                            |
| 2020-21 | B1         | 30                                  | 26                  | 県北2 日環2       | ブレックス アリーナ4 横浜3 |
| 2021-22 | B1         | 28(30)                              | 23(28)              | 鹿沼3(0) 日環2    |                            |
| 2022-23 | B1         | 30                                  | 24                  | 日環6             |                            |
| 2023-24 | B1         | 30                                  | 22                  | 日環8             | 日環3                      |

括弧内は開催予定だった試合数
会場凡例
- 日環-日環アリーナ栃木
- 横浜-横浜アリーナ

### マスコット
- ブレッキー[2]

背番号は028であり、得意なプレーはスリーポイントシュート。ホームゲームはもちろん、ブレックスのイベントなどにも積極的に参加している。
- ベリーちゃん

チアダンスが好きであり、ブレッキーと共にホームゲームで活動。また、BREXYメンバーとして、栃木県のイベントにも参加している。

### チアダンスチーム
- BREXY

オフィシャルチアダンスチームであり、宇都宮市出身のYUKAがディレクターを務める。このほか、BREXYチアダンススクールオーディションに合格した小・中学生14名による『B-girls』も活動している。

### 3x3チーム
- UTSUNOMIYA BREX.EXE

3x3チームであり、宇都宮ブレックスと同じく栃木県宇都宮市をホームタウンとして活動している。2015-16シーズンから活動を開始。名称は『BREX.EXE』であった。2019-20シーズンから現在の名称になった。

## 歴史

### 設立経緯
2004年12月、栃木にプロバスケチーム設立を目指し活動開始。2007年より開幕する日本バスケットボールリーグ（新JBL、当時は「新リーグ」）への参戦を目指し、2005年12月「栃木県にプロバスケットボールチームを作る会」を結成。（当時他にbjリーグ参戦を目指す団体もあった）
2006年6月、栃木県出身の駒澤大学バスケットボール部OB、金井亨が中心となり運営母体「ドリームチームエンターテイメント栃木」（DTE栃木）を設立し新リーグへの参入を正式に申請する。いったんは参入の内定をもらったものの、諸事情により最終的には参戦に至らず。しかし、その後同年限りでバスケットボール日本リーグ撤退を決めていた大塚商会アルファーズから会員資格を譲渡され、「栃木ブレックス」として、新JBLの下部リーグとして旧日本リーグを受け継ぐ日本バスケットボールリーグ2部機構（JBL2）に参加する事が決定。これは大塚商会創業者である大塚実が栃木県益子町出身である縁から、アルファーズ元スタッフがDTE栃木に参画していたことによるものである。経営コンサルティング会社のリンクアンドモチベーションとメインスポンサー契約を結び、社長には元アメリカンフットボール選手であり同社のコンサルタントを務める山谷拓志が就任。

### JBL2
初代ヘッドコーチに大塚商会アルファーズ元コーチの金田詳徳が就任する。選手は全員がプロ契約で、その内、2006-07シーズンの大塚商会の選手は3名、元bjリーグ選手が2名である。
初年度となる2007-08シーズンはレギュラーシーズン3位ながらファイナルまで進み、レギュラーシーズン1位の千葉ピアスアローバジャーズを下し初代JBL2王者となる。

### JBL

#### 2008-2009シーズン
オーエスジーフェニックス東三河が2007-2008シーズン限りでJBLからbjリーグへ転籍したため、2008-09シーズンよりJBLに昇格。昇格にあたりチーム名の命名権をメインスポンサーのリンクアンドモチベーションに売却し、4月1日より「リンク栃木ブレックス」とする。またヘッドコーチに秋田県立能代工業高等学校で監督を務めた加藤三彦が就任。山谷はゼネラルマネージャーも兼任する。新入団選手に加藤の高校の後輩かつ教え子でもある高久順ら、移籍選手として日本代表の川村卓也、元日本代表の伊藤俊亮、地元出身の大宮宏正らを獲得した。さらに2008年8月31日、加藤の高校の後輩かつ教え子である元NBA選手の田臥勇太を獲得した。
シーズン開幕後、序盤は苦戦が続いたため加藤がヘッドコーチを更迭される。後任にはいすゞ自動車及び女子のJOMOでコーチ歴のあるトーマス・ウィスマンが就任し、その後は調子をあげたものの、プレーオフは逃す。

#### 2009-2010シーズン（初優勝）
2009年、リンクアンドモチベーションの完全子会社化。これに伴い運営会社も「リンクスポーツエンターテインメント」に改称。ウィスマンヘッドコーチと2年契約を締結。新人選手としてスラムダンク奨学生第1号の並里成を獲得。
2010年3月20日に行われた三菱電機戦の勝利でレギュラーシーズン4位以上が確定し、JBL昇格後初のプレーオフ進出が決定。レギュラーシーズンは最終的には2位となる。本拠地・宇都宮で行われたセミファイナル・パナソニック戦を2勝1敗で通過し、ファイナルに進出。ファイナルではアイシンに3連勝し、初優勝を果たした。プロチームの社会人日本リーグの1部リーグ優勝は、日本協会及び旧日本リーグ機構主催時代を含め42年の歴史で初めてとなる。

#### 2010-2011シーズン
チームを優勝に導いたウィスマンは日本代表HC就任のため、契約を1年残しHCを勇退。後任には元トヨタ自動車コンサルタントコーチのブルース・パーマーに内定していたが、前所属との契約解除を巡るトラブルのため断念する。中国（CBA）江蘇ドラゴンズのHCジェイソン・ラベドーと2年契約を締結。日本人選手との契約は全員と継続。
7月30日には鹿沼市との間で「マザータウン」協定を締結。2007年より鹿沼総合体育館（フォレストアリーナ）を練習拠点として活動してきたが、締結後はマザータウンとして鹿沼市での活動をより積極化する。
同年より下部育成チーム「TGI D-RISE」がJBL2参入を果たす。
12月15日、成績不振のためラベドーHCを解任、パーマーが改めてHCに就任した。その後、東日本大震災の影響でシーズン終盤は中止となった。

#### 2011-2012シーズン
2011-12シーズンはパーマーHCが続投、ACにbjリーグ・京都ハンナリーズ元HCの青野和人を迎え入れる。町田洋介が引退、並里成、大宮宏正らが移籍したものの、新戦力として北海道から山田大治、アイシンから網野友雄らが移籍加入した。外国人としてNBAでもプレー経験を持つナイジェリア出身のオルミデ・オイデジ、前日立のタイラー・スミスが加入。12月には「東日本大震災復興支援チャリティーゲーム・コジマ presents KIZUNAドリームマッチ2011」をブレックスアリーナ宇都宮で開催した。
しかし、このシーズンはプレーオフ出場を逸し、その責任を取る形でパーマーHCを2012年3月12日付けで解任し、青野ACをHC代行として残り4試合で指揮を執ることになった。また、設立当時からチームを支えた山谷も同シーズンを最後にGMを辞任、日本バスケットボール協会新リーグ運営本部副本部長兼COOに就任。

#### 2012-2013シーズン
2012-13シーズンは新GMに取締役の鎌田眞吾、新HCにアテネ五輪リトアニア代表HCを務めたアンタナス・シレイカが就任。オフには片岡大晴が移籍。田臥勇太も一度はリスト入りしたものの再契約。新戦力として東芝から移籍の宮永雄太、筑波大卒の田渡修人が加入した。

### NBL

#### 2013-2014シーズン
2013-14シーズンよりJBLはNBLに改組され、引き続き同リーグに参加することになった。
GM辞任後も代表取締役だった山谷はNBL専務理事COOに就任のため退任。後任に鎌田GMが就任。オフには安齋竜三が引退、川村卓也がNBA挑戦のため退団（最終的には和歌山へ移籍）、伊藤俊亮、梁川禎浩、宮永雄太も移籍した。一方で休部となったパナソニックから渡邉裕規を獲得。
9月10日、bjリーグの京都ハンナリーズとプレシーズンを行う。このシーズンはブレックスアリーナ宇都宮が大規模改修工事に入るため、ホーム開幕2試合のみの開催となり、主に宇都宮市清原体育館でホームゲームを行った。

#### 2014-2015シーズン
2014-15シーズンよりトーマス・ウィスマンがHCに復帰。

#### 2015-2016シーズン
2015-16シーズンは翌シーズンよりBリーグに移行するためNBLとしてラストシーズン。

### B.LEAGUE

#### 2016-2017シーズン（B1東地区）

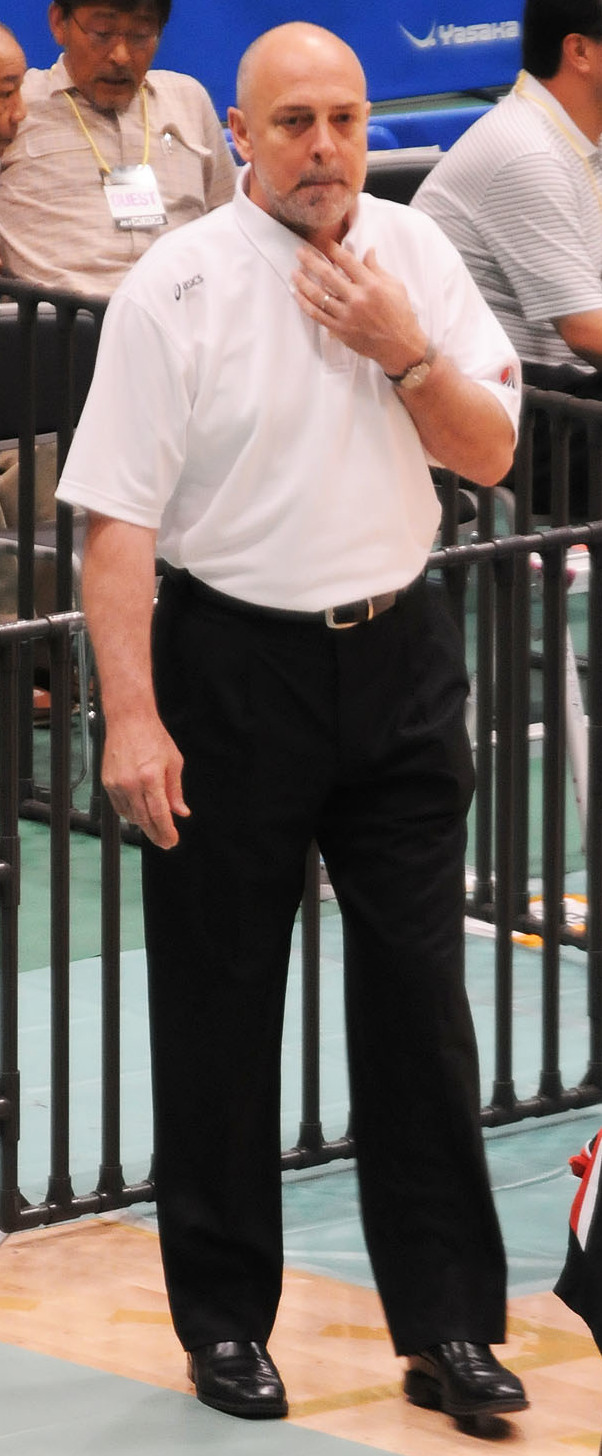
Bリーグ初代チャンピオンに導いたトーマス・ウィスマン

2016-17シーズンよりBリーグに参加。これに合わせてリンクスポーツエンタ−テインメントは2016年7月1日付でリンクアンドモチベーションから株式会社栃木ブレックス（3月18日会社設立登記）に全株譲渡の上で吸収合併された。鎌田社長は留任する一方、矢板市に本社を置くユニフォームスポンサーのひとつである加工食品メーカー壮関の会長兼ファウンダー・関雅樹が筆頭株主および取締役会長に就任。なお、リンク社はオフィシャルスポンサーとして引き続きチームと関わり、正式なチーム名も「リンク栃木ブレックス」のままとする（呼称についてはリーグ規定により栃木ブレックスとする）。
2016年9月24日の開幕戦では秋田ノーザンハピネッツ戦に敗れ、黒星スタートとなるも、主将である田臥勇太や古川孝敏、渡邉裕規、竹内公輔といった日本人選手に加え、ジェフリー・ギブス、ライアン・ロシターといった外国人選手などが活躍し、激戦区である東地区では首位を独走。2017年5月3日のアルバルク東京戦で勝利し、東地区優勝を決めた。Bリーグチャンピオンシップ・クォーターファイナルではワイルドカード上位（東地区3位）の千葉ジェッツに2連勝でセミファイナルに進出。特に第2戦では前半（第1クォーター・第2クォーター）では最大22点差に引き離されるも、後半（第3クォーター・第4クォーター）では栃木は驚異的な追い込みを見せ、第4クォーターの試合終了間際に点差をひっくり返す。77-70で逆転勝利を果たした。
セミファイナルでは西地区優勝のシーホース三河とは1勝1敗とし、特別ルールである第3戦にもつれ込みながらも勝利し、2勝1敗でファイナルに進出。Bリーグチャンピオンシップ・ファイナル（5月27日）ではシーズン1位である川崎ブレイブサンダース（中地区優勝）と対戦。第1Qは川崎とは21-21と同点。第2Qはリーグ最少失点の栃木の守備陣が機能し始め、厳しいマークからボールを奪う栃木の持ち味を発揮し、川崎に37-43と栃木が6点もリードする。しかし、第3Qは川崎の篠山竜青などの猛攻にあい、点差がひっくり返され、川崎に63-59で逆転される。それでも、第4Qは栃木はジェフリー・ギブズが活躍し、再逆転に成功。田臥が中心となり、集中力を切らすことはなく、最後の2分間は無失点と守備陣が奮闘し、結果は85-79と川崎に勝利し、Bリーグ初代チャンピオンに輝いた。MVPに古川孝敏が選出される。

#### 2017-2018シーズン（B1東地区）
トーマス・ウィスマンHCが退任し、後任として元男子日本代表HCの長谷川健志が就任。
選手は須田侑太郎と古川孝敏が琉球へ、熊谷尚也が大阪へとそれぞれ移籍。また、トミー・ブレントンが退団、渡邉裕規が現役を引退するなど、退団選手が相次ぐ一方で喜多川修平、鵤誠司、山崎稜、セドリック・ボーズマンらが加入。
2017年9月29日の開幕戦ではシーホース三河と対戦、本格的なルーキーシーズンを迎えた生原秀将の活躍もあり勝利するが、序盤戦は黒星が先行する。
11月10日、体調不良を理由に長谷川HCが退任、後任にはACの安齋竜三が就任した。
HC交代後は渡邉裕規の現役復帰や、前シーズンのファイナルで負傷したジェフ・ギブスが12月に戦列復帰を果たすなど、戦力を整え、最終的に34勝26敗で東地区4位(ワイルドカード下位)、2年連続チャンピオンシップに進出を果たした。
CSクォーターファイナルでは中地区首位のシーホース三河と対戦するも、2連敗で敗退、シーズンを終えた。

#### 2018-2019シーズン（B1東地区）
川崎から栗原貴宏、三河から日本代表の比江島慎が加入(比江島は海外挑戦のため8月に一時退団)。
シーズン開幕前のアーリーカップでは地元宇都宮開催で準優勝をおさめた。
2019年1月9日、比江島が再加入。
1月13日、第94回天皇杯・ 全日本バスケットボール選手権大会にて準優勝。
レギュラーシーズンを東地区2位(49勝11敗)で終え、CS進出。
クォーターファイナルでは川崎を連勝で下すも、セミファイナルにて千葉ジェッツに敗退。

#### 2019-2020シーズン（B1東地区）
2019年7月8日付でチーム名を「宇都宮ブレックス」に改称した。
船橋アリーナで行われたB.LEAGUE EARLY CUP 2019 KANTOにおいて優勝。
12月6日にライアン・ロシターの帰化申請が承認され、12月10日にリーグ登録を帰化選手に変更。
12月20日に越谷アルファーズからジャワッド・ウィリアムズを獲得。
2020年1月8日に筑波大学から山口颯斗、1月10日にノースカロライナ大学ウィルミントン校からテーブス海がそれぞれ特別指定選手として加入。
2020年3月27日、新型コロナウイルスの影響によりシーズンの中止が発表。
最終成績はレギュラーシーズン東地区2位(31勝9敗)

#### 2020-2021シーズン（B1東地区）
2020年7月3日、鎌田はGMに専念するため社長を退任、後任に藤本光正副社長が就任
琉球ゴールデンキングス前HCの佐々宜央がアシスタントコーチに就任。
選手では橋本晃佑、栗原貴宏、田原隆徳、山崎稜、ジャワッド・ウィリアムズが退団したが、琉球からジョシュ・スコット、ヨーロッパのクラブからLJ・ピークを獲得。
12月には白鷗大学から荒谷裕秀、早稲田大学から星川堅信がそれぞれ特別指定選手として加入した。
第96回天皇杯全日本バスケットボール選手権大会において準優勝。
新型コロナウイルスの影響により、リーグ全体で中止試合が相次ぐなか、スケジュール通りレギュラーシーズン60試合を戦い、東地区優勝(49勝11敗)を達成、勝率リーグ1位でCS進出を決めた。
2季ぶり開催となったCSではブレックスアリーナ宇都宮にてサンロッカーズ渋谷、川崎ブレイブサンダースをそれぞれ2連勝で破り、Bリーグ初年度以来となるファイナル進出を決める。
ファイナルでは千葉ジェッツの前に1勝2敗で敗れ、準優勝に終わった。

#### 2021-2022シーズン（B1東地区）

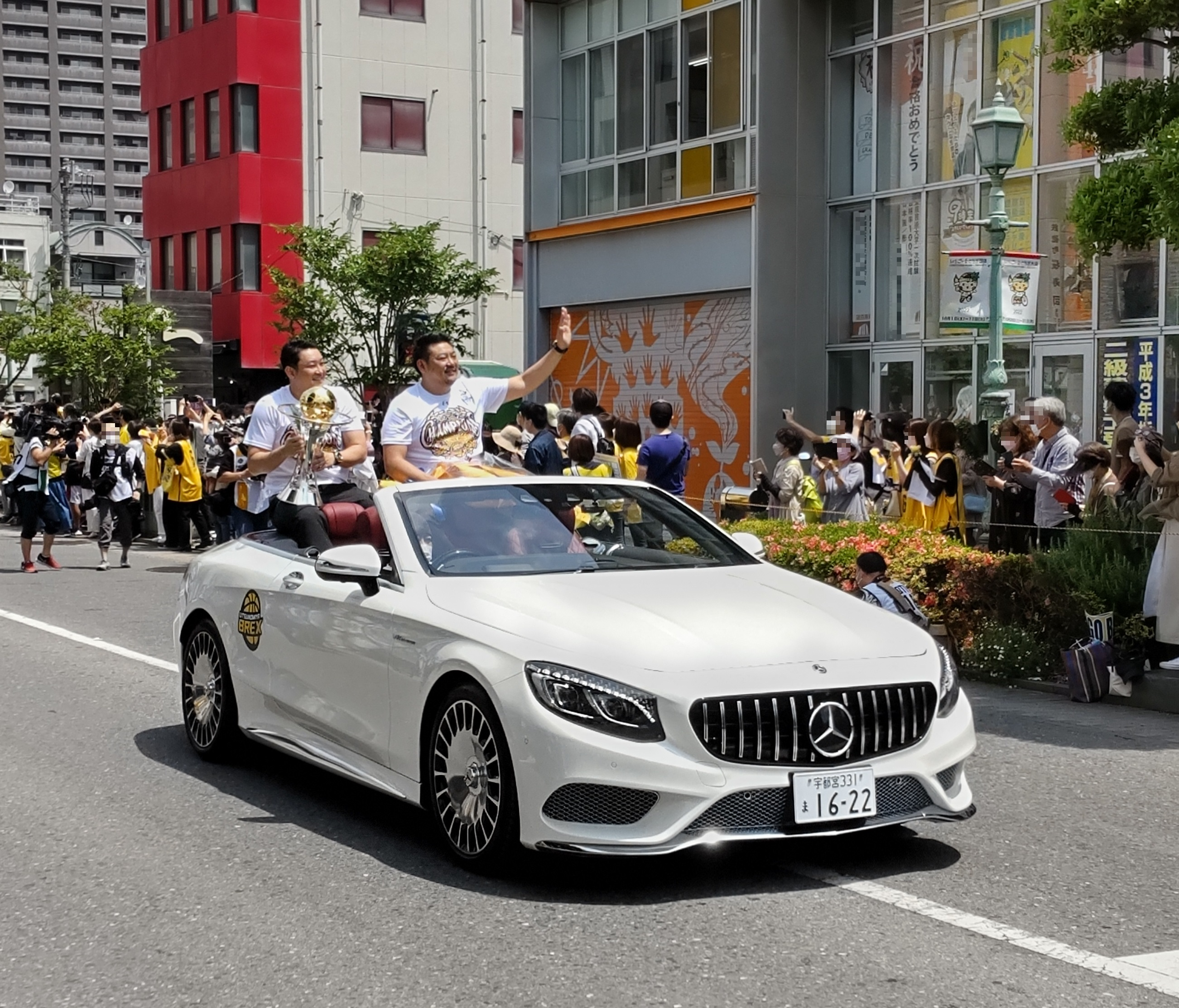
優勝パレードでファンに手を振る鎌田眞吾GMとトロフィを持つ安齋竜三HC

Bリーグ開幕からチームを支えたジェフ・ギブス、さらに8年間チームに在籍し、チームの大黒柱であったライアン・ロシターが退団。
新たな外国籍選手としてチェイス・フィーラーとアイザック・フォトゥ、チーム史上初のアジア特別枠選手としてブランドン・ジャワトが加入した。
開幕戦でB2から昇格してきた群馬クレインサンダースにホームで2連敗するなど序盤戦は苦しい戦いが続くが、徐々に調子を上げ、最終的に40勝16敗の東地区4位(全体7位・ワイルドカード上位)でチャンピオンシップ(CS)進出。
CSではクオーターファイナル、セミファイナルともにアウェーでの試合となったが、千葉ジェッツ、川崎ブレイブサンダースに対しそれぞれ2連勝としてファイナル進出を決める。
ファイナルでは琉球ゴールデンキングスと対戦。GAME1は第3Qまで混戦だったが、第4Qで26-5と圧倒し80-61で勝利。GAME2は宇都宮が序盤で主導権を握る。試合終了間際に2点差に詰め寄られるも、比江島のフリースローなどで再び引き離し82-75で勝利。2016-17シーズン以来となるチャンピオンの座に輝く。
日本生命ファイナル賞には鵤誠司が、チャンピオンシップMVPには比江島慎が選出される。

#### 2022-2023シーズン（B1 東地区）
選手、コーチとして15年チームに在籍した安齋竜三がHCを勇退、後任としてACの佐々宜央がHCに昇格した。
テーブス海、チェイス・フィーラーが退団し、新たに笠井康平やヤン・ジェミン、ジュリアン・マブンガが加入した。
11月14日にマブンガとの契約を解除。
その後12月10日にNBAでのプレー経験を持ち、かつてシーホース三河に在籍したグラント・ジェレットと新たに契約した。
2023年4月8日に行われた茨城ロボッツ戦で69対80で敗れたため、Bリーグ発足後初めてCS進出を逃した。

#### 2023-2024シーズン（B1 東地区）
2017-2018シーズンより6季在籍した喜多川修平、特別指定から3シーズン在籍した荒谷裕秀、笠井、ヤンが退団。
一方、チームとしては3シーズンぶりとなる帰化選手として千葉ジェッツからギャビン・エドワーズ、外国籍選手として大阪エヴェッサからDJ・ニュービルを獲得。
また日本人選手ではNCAAディビジョン2のフェアモント州立大学から四家魁人、2022-23シーズンに練習生としてチームに在籍した村岸航が加入した。
1月21日の琉球戦から4月10日の群馬戦まで負け無しの21連勝を達成した。
東地区優勝で迎えたQFは日環アリーナ栃木でワイルドーカードの千葉ジェッツとの対戦。
第一戦は落とすが第二戦はリベンジ。迎えた第三戦はダブルオーバータイムにもつれる激闘で93-103で敗れシーズン終了となった。
アワード賞ではDJ・ニュービルがMVPとベストファイブを受賞。比江島慎がベストファイブ、ベスト3p成功賞、「バスケットLIVE」On Fire大賞の三冠を達成した。

#### 2024-2025シーズン（B1 東地区）
歴代最高勝率を収めた佐々宜央が退団し後任として昨季アソシエイトコーチだったケビン・ブラスウェルがHCとなる。
ルーキーの四家魁人が退団。残りの選手全員と契約継続し新加入選手はいない。
シーズン途中でケビン・ブラスウェルが緊急搬送され、2025年2月24日に逝去。ジーコ・コロネルACがHC代行を務めることとなった。
そんな悲劇に見舞われたものの、レギュラーシーズンでは安定した戦いぶりを見せて、東地区を48勝12敗で2年連続の優勝を果たした。全体順位では1位となり、CSではクオーターファイナル、セミファイナルはそれぞれホーム（日環アリーナ栃木）での試合となったが、QFでのワイルドカード下位枠のシーホース三河戦で2連勝を決め、SF進出を決める。
SFでは昨シーズンのCS・QFで涙を飲んだ千葉ジェッツとの2年連続でのCSでの対戦となった。第1戦は勝利するも、第2戦は敗戦。迎えた第3戦は見事勝利し、2勝1敗でリベンジを果たし、3年ぶり4度目のファイナル進出を決める。
ファイナルでの対戦相手は、3年前のファイナルでの対戦相手だった西地区優勝の琉球ゴールデンキングス。第1戦は勝利するも、第2戦は前半は43-35で折り返すも、後半は琉球に逆転負けとなり、1勝1敗で最終戦を迎える。
最終戦（第3戦）は前半を28-40と琉球にリードを許すが、後半からは僅差のスコア展開になり、第4Qの残り1分で、D・J・ニュービル、比江島慎が連続で決め、逆転に成功。接戦の末、73-71で逆転勝利となり、3シーズンぶりかつ、過去最多となる3度目のBリーグ優勝を成し遂げた。
なお、見事な逆転劇を演出したD・J・ニュービルは、チャンピオンシップ最優秀選手賞(MVP)・りそなグループファイナル賞、そしてシーズン後に行われたB.LEAGUE AWARD SHOW 2024-25では、2年連続のMVPとベストファイブを獲得した。他にも、比江島慎もベストファイブに選出され、ケビン・ブラスウェル前HCとジーコ・コロネルHC代行は、最優秀ヘッドコーチ賞を獲得した。そしてクラブ自身も、バスケットLIVE OnFire大賞 B1クラブ部門とB1フェアプレー賞を獲得した。
シーズン後はバスケットボールチャンピオンズリーグアジアに参戦。こちらも優勝を果たす。

## 成績

### 過去のリーグ戦

#### JBL
| 年度    | リーグ | 回 | レギュラーシーズン | レギュラーシーズン | レギュラーシーズン | セミファイナル               | セミファイナル               | ファイナル                   | ファイナル                   | 最終結果                     | HC                                       |
| 年度    | リーグ | 回 | 勝                 | 敗                 | 順位               | 勝                           | 敗                           | 勝                           | 敗                           | 最終結果                     | HC                                       |
| ------- | ------ | -- | ------------------ | ------------------ | ------------------ | ---------------------------- | ---------------------------- | ---------------------------- | ---------------------------- | ---------------------------- | ---------------------------------------- |
| 2007-08 | JBL2   | 1  | 13                 | 3                  | 3位                | 1                            | 0                            | 1                            | 0                            | 優勝                         | 金田詳徳                                 |
| 2008-09 | JBL    | 2  | 16                 | 19                 | 5位                | ---                          | ---                          | ---                          | ---                          | 5位                          | 加藤三彦 →トーマス・ウィスマン           |
| 2009-10 | JBL    | 3  | 27                 | 15                 | 2位                | 2                            | 1                            | 3                            | 0                            | 優勝                         | トーマス・ウィスマン                     |
| 2010-11 | JBL    | 4  | 15                 | 21                 | 6位                | 震災のためプレイオフ実施せず | 震災のためプレイオフ実施せず | 震災のためプレイオフ実施せず | 震災のためプレイオフ実施せず | 震災のためプレイオフ実施せず | ジェイソン・ラベドー →ブルース・パーマー |
| 2011-12 | JBL    | 5  | 18                 | 24                 | 6位                | ---                          | ---                          | ---                          | ---                          | 6位                          | ブルース・パーマー →青野和人(代行)       |
| 2012-13 | JBL    | 6  | 13                 | 29                 | 6位                | ---                          | ---                          | ---                          | ---                          | 6位                          | アンタナス・シレイカ                     |

#### NBL
| 年度    | 回 | レギュラーシーズン | レギュラーシーズン | レギュラーシーズン | カンファレンス セミファイナル | カンファレンス セミファイナル | カンファレンス ファイナル | カンファレンス ファイナル | ファイナル | ファイナル | 最終結果 | HC                   |
| 年度    | 回 | 勝                 | 敗                 | 順位               | 勝                            | 敗                            | 勝                        | 敗                        | 勝         | 敗         | 最終結果 | HC                   |
| ------- | -- | ------------------ | ------------------ | ------------------ | ----------------------------- | ----------------------------- | ------------------------- | ------------------------- | ---------- | ---------- | -------- | -------------------- |
| 2013-14 | 1  | 31                 | 23                 | 東3位              | 1                             | 2                             | ---                       | ---                       | ---        | ---        | 5位      | アンタナス・シレイカ |

| 年度    | 回 | レギュラーシーズン | レギュラーシーズン | レギュラーシーズン | カンファレンス クォーターファイナル | カンファレンス クォーターファイナル | カンファレンス セミファイナル | カンファレンス セミファイナル | ファイナル | ファイナル | 最終結果 | HC                   |
| 年度    | 回 | 勝                 | 敗                 | 順位               | 勝                                  | 敗                                  | 勝                            | 敗                            | 勝         | 敗         | 最終結果 | HC                   |
| ------- | -- | ------------------ | ------------------ | ------------------ | ----------------------------------- | ----------------------------------- | ----------------------------- | ----------------------------- | ---------- | ---------- | -------- | -------------------- |
| 2014-15 | 2  | 43                 | 11                 | 東2位              | 2                                   | 0                                   | 0                             | 2                             | ---        | ---        | 3位      | トーマス・ウィスマン |
| 2015-16 | 3  | 43                 | 11                 | 2位                | 2                                   | 0                                   | 1                             | 2                             | ---        | ---        | 3位      | トーマス・ウィスマン |

### 天皇杯全日本バスケットボール選手権大会（旧全日本総合バスケットボール選手権大会）
| 回 | 年   | 成績     |
| -- | ---- | -------- |
| 83 | 2008 | ベスト16 |
| 84 | 2009 | ベスト8  |
| 85 | 2010 | ベスト8  |
| 86 | 2011 | ベスト8  |
| 87 | 2012 | ベスト8  |
| 88 | 2013 | ベスト8  |
| 89 | 2014 | ベスト16 |
| 90 | 2015 | ベスト8  |
| 91 | 2016 | 準優勝   |
| 92 | 2017 | ベスト8  |
| 93 | 2018 | ベスト8  |
| 94 | 2019 | 準優勝   |
| 95 | 2020 | ベスト4  |
| 96 | 2021 | 準優勝   |
| 97 | 2022 | ベスト4  |
| 98 | 2023 | ベスト4  |

### 獲得タイトル
- JBL2
  - 優勝1回（2007）
- JBL
  - 優勝1回（2009-10）
- B.LEAGUE
  - 優勝3回（2016-17＆2021-22&2024-25）

## 主な取り組み

### 下部組織
- 栃木ブレックスU18

2019年6月にユースチームの創設を発表し、中高一貫の強化を目指す。
- 栃木ブレックスU15

栃木ブレックスのU-15チームで2016年4月から活動を行う。スカウトは行わずに応募方式でセレクションを行う。

#### 解散したチーム
- TGI D-RISE

リンク栃木ブレックスでは、二軍に当たる組織として「TGI D-RISE」を結成しており、2010年よりJBL2に参戦していたが、2013年限りでパスラボ山形ワイヴァンズに権利を譲渡し解散。

### リンク栃木ブレックスの殿堂
2007年のチーム発足に当たり、栃木県のバスケットボールにおいて顕著な功績を収めた功労者を称えるため、「栃木ブレックス殿堂」（後に改名）を設立した。現在、以下の7名が表彰されている。
2008年
- 古島加寿夫（元栃木県バスケットボール協会理事長・会長）
- 平賀（旧姓横山）アサ子（宇都宮女子商業高校卒、1967年女子世界選手権ベスト5）
- 今野（同生井）けい子（同高校卒、1975年女子世界選手権銀メダリスト・MVP・得点王、モントリオール五輪得点王）

2009年
- 香中亮一（元栃木県バスケットボール協会審判委員長・日本バスケットボール協会副部長・FIBA国際審判員）

2010年
- 中山慶恵子（栃木県バスケットボール協会副会長）
- 伊澤正憲（栃木県バスケットボール協会副会長）

2011年
- なし（東日本大震災のため）

2012年
- 該当者なし

2013年
- 吉田一（栃木県バスケットボール協会顧問）

### 地域密着型
県民、とりわけバスケットファンの宇都宮市民らの協力が、チームの急成長に大きく貢献している。また、チーム自体も、県内各所でバスケ教室を開催するなど、バスケットボールの普及活動を行っている。
主な地域密着活動は以下の通り。
- BREX SMILE ACTION（社会貢献活動）
- D-PROJECT supported by LAWSON（訪問指導）
- ブレックス主催イベント（ファンイベントなど）
- バスケットボールクリニック
- キッズモチベーション・プロジェクト（小学校訪問）
- 栃木銀行presetnsブレックス・キャラバン（県内での公開練習と交流会）

### 放送
地元テレビ局であるとちぎテレビではJBL2時代より中継を実施しており、JBL昇格後は開幕戦及び宇都宮で開催されたオールスターゲームの生中継も行った。2009-10シーズンはホームゲーム生中継が増加しただけでなく開幕戦を含むアウェーゲーム2試合も録画中継することになった。さらにプレーオフ進出に伴い、セミファイナル3戦を録画中継、ファイナル第3戦（これが優勝決定試合となった）は生中継が決定した。JBL時代は主管試合中継をスカイ・エーとの共同制作により、栃木県内には生中継で、スカパー!や全国の契約ケーブルテレビ局では後日録画中継で放送されていた。Bリーグ発足後はバスケットLIVE（旧スポナビライブ）の主管試合中継の制作業務を請け負い、とちぎテレビでは一部試合を同日録画としてゴールデンタイムに放送している。2020-21シーズンは土日の主管試合を全試合生中継予定。
地元AMラジオ局の栃木放送では「BREX SUPER LIVE」のタイトルで主管試合の生中継を編成が許す限り行っている。チーム関連のラジオ番組としては、栃木放送で「ミキシング!」内コーナー「Best!BREX!」、RADIO BERRYで「B・E・A・T」内コーナー「GO!GO!BREX!!」が放送されている。かつて在籍していた川村卓也はRADIO BERRY「川村卓也のたくやんちゃレディオ!」のメインパーソナリティも務めていた（川村の出身地にあるFM岩手へもネット）。

### 日本代表戦
2010年7月7日、本拠地であるブレックスアリーナ宇都宮にて開催されるバスケットボール男子日本代表VS東莞レオパーズの強化試合は、当時の運営会社であったリンクスポーツエンターテインメントが主管して行われた。その後も、7月27日に（ブレックスが主催試合を開催した事のある）福島県須賀川市で開かれたレバノン戦も主管となった。

### BREXバスケットボールコート
2010年11月5日、新たな練習施設として「BREXコミュニティーセンター（仮称）」を建設することを発表した。
この施設は、宇都宮市清原工業団地の鈴運メンテック株式会社清原営業所内に建設される。体育館が中心となるが、文部科学省が推進する「総合型地域スポーツクラブ」の役割を担うため、各種施設を複合させた「コミュニティーセンター」として、スポーツ振興や交流の中核として想定されている。最低限としてトレーニングルーム・選手寮・クラブハウスを備え、天然芝グランド・自転車周回コースも計画に上げていた。
2011年9月6日、「BREXバスケットボールコート」としてオープン。2012年よりチームが使用しない時間に限りレンタルコートとしての利用を開始した。
施設概要
- 木製バスケットボールコート1面（FIBA公認正規サイズ）
- バスケットボールゴール6基（内ミニバス用リング2基）
- 飲料自動販売機
- AED
- 各種備品：バスケットボール・ビブス・デジタイマー・マーカー